# Сибирский вестник сельскохозяйственной науки
Сибирский вестник сельскохозяйственной науки — советский и российский научный журнал. Издаётся с 1971 года в Краснообске (Новосибирская область). Главный редактор — академик РАН и доктор ветеринарных наук Александр Семёнович Донченко. Периодичность — шесть выпусков в год.

## История
Первый номер издания был опубликован в январе 1971 года.
До 1991 года издание печаталось шесть раз ежегодно, однако с 1992 года его периодичность снизилась до четырёх выпусков (два раза в год сдвоенными номерами).
До начала 2002 года было издано 144 номера.

## Основные рубрики
- Растениеводство и селекция;
- Земледелие и химизация;
- Защита растений;
- Животноводство;
- Кормовая база;
- Механизация;
- Экономика сельского хозяйства.

## Издательства
До 1991 года журнал издавало Сибирское отделение издательства «Наука», затем — типография ГУП «Редакционно-полиграфическое объединение СО РАСХН».